# إسلام نموذجي
الإسلام النموذجي أو الفترة الكلاسيكية في تاريخ الإسلام هو مصطلح إلى حد كبير من صُنع الدراسات غير الإسلامية، والتي تشكلت عن طريق القياس مع الفترة الكلاسيكية للعالَم اليوناني الروماني. يشير المصطلح إلى حكم إيجابي يحدد فترة معيارية في التاريخ الإسلامي، ولكن العلماء الغربيين يمددون الفترة بشكل عام إلى ما بعد ذلك بكثير مما يسمح به العلماء المسلمون. يتوافق المفهوم الإسلامي للفترة المعيارية بشكل أساسي مع مفهوم صحابة النبي والخلفاء الراشدين، تقريبًا في القرن السابع.
لا يوجد اتساق في الاستخدام الغربي. يمكن إعطاء المصطلح معنى دينيًا في المقام الأول، بمعنى العصر الذي تم فيه كتابة النموذج من الشريعة الإسلامية والروحانية، والذي يمتد إلى حوالي عام 1400 م. أو ربما يأخذ معنى سياسيًّا، بمعنى السلسلة الرئيسة للشرعية السياسية التي انتهت بسقوط بغداد في عام 1258. ورغم أن واقعية الخلافة فشلَت في التوافق لأكثر من أربعة قرون مع المثل الأعلى للخلافة الراشدة، فإن انهيار عام 1258 يمثل انقطاعًا نفسيًّا أساسيًّا في التاريخ الإسلامي. وبمعنى أكثر تقييدًا، فإن الحضارة النموذجية الإسلامية تتوافق مع فترة الخلافة العليا في عهد الأمويين والعباسيين من حوالي عام 692 إلى عام 945، عندما شكَّل المجتمع الإسلامي دولة شاسعة واحدة، احترمت الاختلافات المذهبية والدينية للشعوب، واستطاعت تشكيل تنظير سياسي وعلمي، وهو ما فشلت فيه جميع الأحزاب السياسية الإسلامية السنية في العصر الحديث بسبب ضعف النظرية الحديثة وتأثرهم بالحركة الوهابية مما دفعهم للأصولية، وهو عكس ما ساد في الإسلام النموذجي إذ انفتح العرب على الفُرس والروم (اليونان)، وظهرت حركات ترجمة.

## فهرس
- Grunebaum، Gustave E. von (1996) [1970]. Classical Islam: A History, 600–1258. ترجمة: Katherine Watson. Barnes & Noble. ISBN:978-0-7607-0210-9.
- Hillenbrand، Carole (2022). Classical Islam: Collected Essays. Edinburgh University Press. DOI:10.1515/9781474486002. ISBN:978-1-4744-8600-2.
- Hodgson، Marshall G. S. (1974). The Venture of Islam: Conscience and History in a World Civilization. University of Chicago Press. ج. 1: The Classical Age of Islam. ISBN:978-0-226-34678-6.
- Peters، F. E. (1994). A Reader on Classical Islam. Princeton University Press.